# Извршно веће Сабора СР Хрватске
Извршно веће Сабора Социјалистичке Републике Хрватске (хрв. Izvršno vijeće Sabora Socijalističke Republike Hravtske) је био назив за владу у Социјалистичкој Републици Хрватској, од 1953. до 1990, док је у периоду од 1945. до 1953. године коришћен назив Влада.
Извршно веће је према Уставу СР Хрватске представљало извршни орган Сабора Социјалистичке Републике Хрватске и сачињавали су га - председник, чланови које бира скупштина и републички секретари (министри).
Званични називи владе током постојања СР Хрватске, од 1945. до 1990. године, били су:
- Народна влада Федералне Хрватске - 1945. године
- Влада Федералне Хрватске - од 1945. до 1946. године
- Влада Народне Републике Хрватске - до 1946. до 1953. године
- Извршно веће Народног сабора Народне Републике Хрватске - од 1953. до 1963. године
- Извршно веће Сабора Социјалистичке Републике Хрватске - од 1963. до 1990. године

Такође у званичној употреби користио се и назив Републичко извршно веће, да би се разликовало од Савезног извршног већа. Често су се користиле и скраћене варијанте имена - Извршно веће СР Хрватске или Извршно веће Хрватске.

## Историјат
Прва влада у послератној Хрватској формирана је на седници Председништва Земаљског антифашистичког већа народног ослобођења Хрватске (ЗАВНОХ) 14. априла 1945. године у Сплиту и носила је назив Народна влада Федералне Хрватске. Ова влада била је састављена само од представника Народног фронта, па је 21. јула формирана на Четвртом заседању ЗАВНОХ-а у Загребу формирана нова влада под називом Влада Федералне Хрватске. У ову владу, су поред представника Народног фронта били укуључени и представници опозиције, који се нису компромитовали током окупације. Председник обе ове владе био је Владимир Бакарић.
После одржавања избора за Уставотворни сабор НР Хрватске, 3. децембра 1946. године формирана је нова Влада НР Хрватске и њен председник је био Владимир Бакарић, који је функцију председника владе обављао све до 1953. године.
У складу са Уставним законом, које је 13. јануара 1953. године усвојила Народна скупштина ФНРЈ и којима је извршена реорганизација друштвеног и политичког уређења федерације и република, Народни сабор НР Хрватске је усвојио „Уставни закон о основама друштвеног и политичког уређења органа власти НР Хрватске“. У оквиру ове реорганизације назив влада је замењен и од тада се користи назив Извршно веће, а уместо речи министар републички секретар. Прво Извршно веће Народног сабора НР Хрватске формирано је 6. фебруара 1953. године и оно је било привремено и представљало је реформисану владу Владимира Бакарића, који је задржао функцију председника. Ово Извршно веће постојало је до 18. децембра, када је после одржаних парламентарних избора формирано ново Извршно веће, под председништвом Јакова Блажевића.
Априла 1963. године донет је нови Устав Југославије и Хрватске. Овим уставом извршена је промена назива државе па је Федеративна Народна Република Југославија (ФНРЈ) преименована у Социјалистичку Федеративну Републику Југославију (СФРЈ), а Народна Република Хрватска (НРХ) у Социјалистичку Републику Хрватску (СРХ). Сходно овој промени извршена је и промена назива Извршног већа Народног сабора НР Хрватске у Извршно веће Сабора СР Хрватске.
Последње Извршно веће СР Хрватске формирано је 30. маја 1990. године, после одржавања првих вишестраначких избора и његов председник био је Стјепан Месић. Пошто је на овим изборима победила опозициона Хрватска демократска заједница (ХДЗ) она је започела друштвено-политичку реформу тадашњег социјалистичког система. У оквиру ове реформе, 25. јула су усвојени амандамни на Устав СР Хрватске, којим је из назива Социјалистичке Републике Хрватске, избачена реч „социјалистичка“. У оквиру ове уставне промене, Извршном већу је промењен назив у Влада Републике Хрватске.

## Састави извршних већа
У току постојања Социјалистичке Републике Хрватске, од априла 1945. до јула 1990. године било је формирано укупно 18 влада (4 владе и 14 извршних већа).
| Владе Народне Републике/Социјалистичке Републике Хрватске 1945-1990 |                      |                    |                    |
| влада                                                               | председник           | п. мандата         | к. мандата         |
| Народна влада Федералне Хрватске                                    | Владимир Бакарић     | 14. април 1945.    | 21. јул 1945.      |
| Влада Федералне Хрватске                                            | Владимир Бакарић     | 21. јул 1945.      | 1. децембар 1946.  |
| 1. Влада НР Хрватске                                                | Владимир Бакарић     | 1. децембар 1946.  | 2. децембар 1950.  |
| 2. Влада НР Хрватске                                                | Владимир Бакарић     | 2. децембар 1950.  | 6. фебруар 1953.   |
| 1. Извршно веће Народног сабора НР Хрватске                         | Владимир Бакарић     | 6. фебруар 1953.   | 18. децембар 1953. |
| 2. Извршно веће Народног сабора НР Хрватске                         | Јаков Блажевић       | 18. децембар 1953. | 1958.              |
| 3. Извршно веће Народног сабора НР Хрватске                         | Јаков Блажевић       | 1958.              | 10. јул 1962.      |
| 4. Извршно веће Народног сабора НР Хрватске                         | Звонко Бркић         | 10. јул 1962.      | 27. јун 1963.      |
| 5. Извршно веће Сабора СР Хрватске                                  | Мика Шпиљак          | 27. јун 1963.      | 11. мај 1967.      |
| 6. Извршно веће Сабора СР Хрватске                                  | Савка Дабчевић-Кучар | 11. мај 1967.      | 8. мај 1969.       |
| 7. Извршно веће Сабора СР Хрватске                                  | Драгутин Харамија    | 8. мај 1969.       | 28. децембар 1971. |
| 8. Извршно веће Сабора СР Хрватске                                  | Иво Перишин          | 28. децембар 1971. | 8. мај 1974.       |
| 9. Извршно веће Сабора СР Хрватске                                  | Јаков Сиротковић     | 8. мај 1974.       | 9. мај 1978.       |
| 10. Извршно веће Сабора СР Хрватске                                 | Петар Флековић       | 9. мај 1978.       | 10. мај 1982.      |
| 11. Извршно веће Сабора СР Хрватске                                 | Анте Марковић        | 10. мај 1982.      | 10. мај 1986.      |
| 12. Извршно веће Сабора СР Хрватске                                 | Антун Миловић        | 10. мај 1986.      | 30. мај 1990.      |
| 13. Извршно веће Сабора СР Хрватске                                 | Стјепан Месић        | 30. мај 1990.      | 24. август 1990.   |